# Phoenicoprocta nigriventer
Phoenicoprocta nigriventer là một loài bướm đêm thuộc phân họ Arctiinae, họ Erebidae.